# Lucas Ocampo
Lucas Ocampo (ur. 20 marca 1986 w Buenos Aires) – argentyński siatkarz, grający na pozycji przyjmującego. Od sezonu 2019/2020 występuje w brazylijskiej Superlidze, w drużynie Minas Tênis Clube.

## Sukcesy klubowe
Mistrzostwo Argentyny:
- 2006, 2017, 2019
- 2011, 2014
- 2013, 2018

Puchar Master:
- 2013
- 2015

Puchar ACLAV:
- 2015

Klubowe Mistrzostwa Ameryki Południowej:
- 2017, 2018
- 2015

## Nagrody indywidualne
- 2010: Najlepszy atakujący i zagrywający Klubowych Mistrzostw Ameryki Południowej
- 2015: Najlepszy przyjmujący Klubowych Mistrzostw Ameryki Południowej
- 2018: Najlepszy przyjmujący Klubowych Mistrzostw Ameryki Południowej